# 미들 아메리카

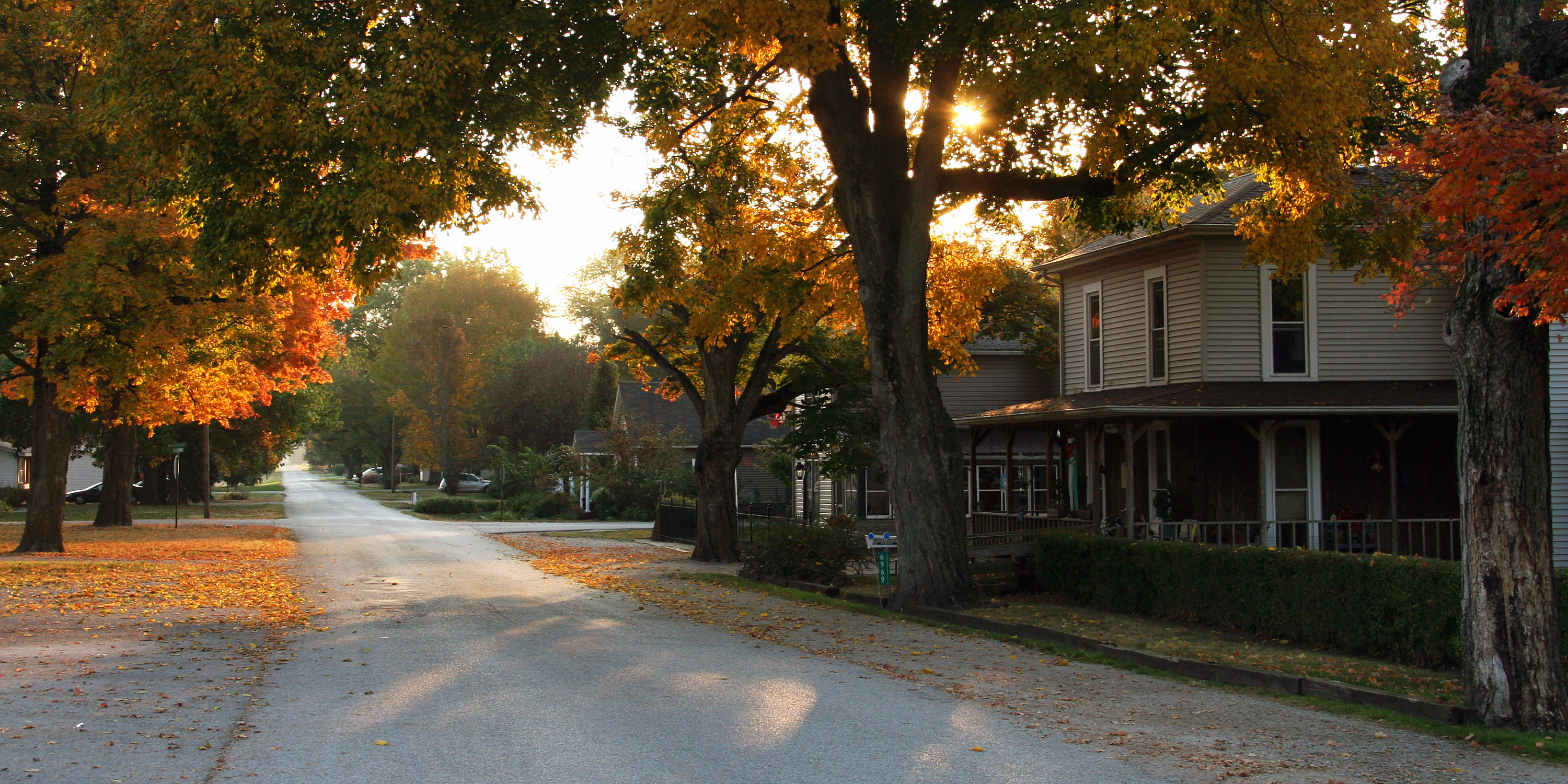
2010년 10월, 인디애나주 웨스트포인트의 거리

미국 중부는 미국 하트랜드, 특히 미국 내 문화적으로 교외 지역을 일컫는 구어이며, 보통 미국의 하위 미국 중서부 지역을 의미한다. 이 지역은 오하이오주, 인디애나주, 아이오와주, 네브래스카주, 캔자스주, 미주리주, 그리고 다운스테이트 일리노이로 구성된다.
미국 중부는 일반적으로 지리적, 문화적 명칭으로 사용되며, 대부분의 사람들이 중산층 또는 상류 중산층이고, 종교적으로는 복음주의 기독교인, 주류 개신교인, 또는 초교파 교회인이며, 보통은 아니지만 대개 유럽계 미국인, 특히 앵글로색슨 개신교, 스코틀랜드-아일랜드계 미국인 또는 게르만족 후손인 미국 중부의 작은 마을이나 교외를 암시한다.

## 지리적 명칭으로서

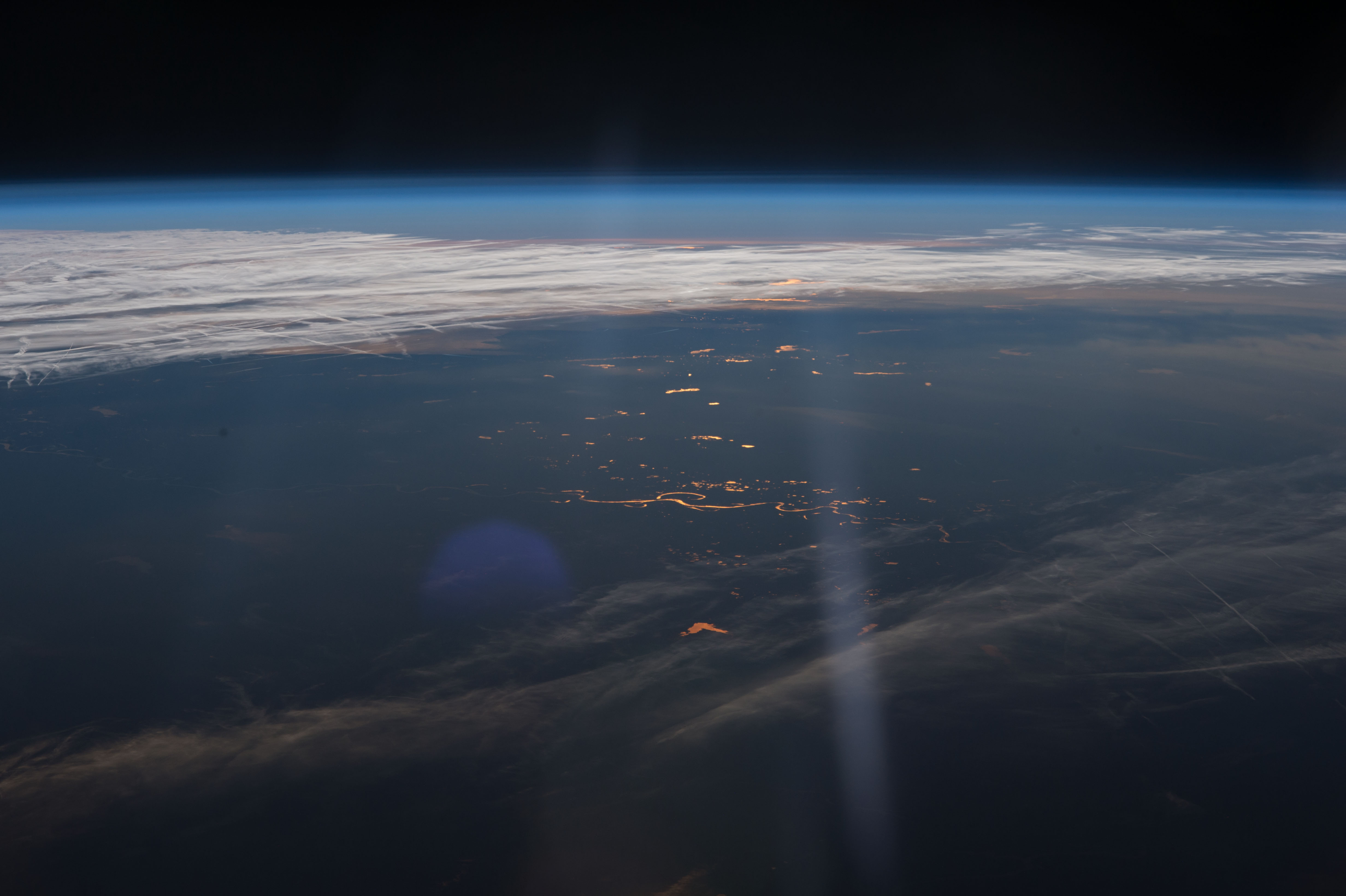
국제우주정거장에서 테리 W. 버츠가 찍은 "황혼녘 미국 중부를 바라보며"라는 캡션이 달린 사진

지리적으로 미국 중부라는 명칭은 미국 동해안 (특히 미국 북동부)과 미국 서해안 사이의 지역을 지칭한다. 이 용어는 경우에 따라 해안 주의 내륙 지역, 특히 시골 지역을 지칭하는 데 사용되기도 한다. 또는 이 용어는 미국 중부를 설명하는 데 사용된다.

## 문화적 명칭으로서
미국 중부는 국가의 더 문화적으로 진보적인 도시 지역과 대조되며, 특히 미국 동해안과 미국 서해안의 도시 지역과 대조된다. 미국 중부의 전형적인 보수적 가치(미국 정치에서 종종 "가족의식"이라고 불린다)는 종종 "미국 중부 가치"라고 불린다.틀:Not in citation
미국 영화인 스위트 알라바마와 더 저지의 줄거리는 대도시 생활과 전형적인 "미국 중부" 소도시의 생활 간의 대조를 중심으로 전개된다. 두 영화 모두 성공적인 대도시 경력을 가진 주인공이 옛 고향으로 다시 이끌려 돌아온다. 비슷하게, 존 그리샴의 소설 어소시에이트의 주인공은 거대 월스트리트 로펌의 고액 연봉 직장을 떠나 고향인 요크에서 변호사 아버지와 함께 일한다. "미국 중부"와 대도시 미국 간의 대조는 가상의 슈퍼히어로 슈퍼맨의 삶에서 명백하게 드러난다. 그는 전형적인 스몰빌에서 슈퍼보이로 성장하고 성인이 되어 마찬가지로 전형적인 메트로폴리스로 이사한다. 7월 4일생 초반에 묘사된 론 코빅의 어린 시절도 "미국 중부"에 대한 문화적 인식에 부합한다(비록 코빅의 고향인 마사피콰는 물리적으로 롱아일랜드에 위치해 있지만). 아인 랜드의 소설 파운틴헤드의 클레이턴 (오하이오주)를 배경으로 한 에피소드도 마찬가지인데, 이 마을을 "미국 중부"의 원형, 즉 소설 대부분의 줄거리가 전개되는 국제적인 뉴욕의 정반대로 묘사한다.
최근 "미국 중부"로 전통적으로 여겨지던 인구 통계학적 특성이 다양해지고 있다. 아시아인과 히스패닉을 포함한 다양한 민족 배경의 개인과 가족들이 오클라호마, 캔자스, 미주리, 오하이오를 포함한 다양한 내륙 주의 작은 마을에 거주하기 시작했다.

## 경제

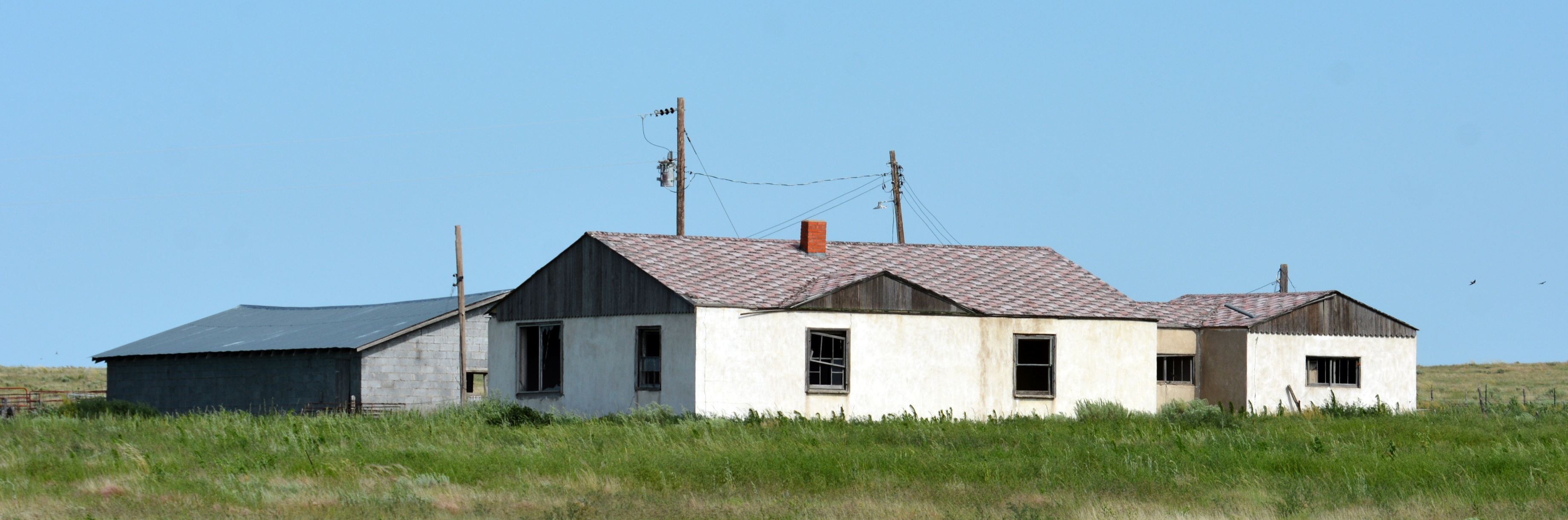
버려진 미국 농장, 2015년 6월

역사적으로 미국 중부의 경제는 농업 노동자와 산업 노동에 의해 지탱되었다. 주택 가격은 해안 지역보다 훨씬 덜 변동하는 경향이 있으며, 2000년대 후반 모기지 위기에도 불구하고 주택 가치 상승 속도가 더 느린 경향이 있다.

## 정치
"미국 중부 가치"라는 표현은 정치적 상투어이다. "가족의식"과 마찬가지로, 이는 더 전통적인 또는 보수적인 정치를 의미한다. 그러나 미국 전역과 최근에는 남부에서 대도시 지역과 주요 대학 도시는 정치적, 사회적으로 진보적인 경향이 있다. 그러한 대도시 지역의 예로는 캔자스시티, 콜럼버스, 인디애나폴리스, 미니애폴리스 등이 있으며, 주요 대학 도시로는 매디슨, 섐페인, 블루밍턴, 카본데일, 로렌스, 애선스, 앤아버 등이 있다. 이러한 상반되는 경향을 반영하여, 많은 정치적 경합주가 "미국 중부"에 위치한다.
정확하지는 않을 수 있지만, 린든 B. 존슨 대통령은 1968년 2월 베트남 전쟁에서 미국의 전망에 비판적인 월터 크롱카이트의 CBS 이브닝뉴스 보도를 본 후 "내가 크롱카이트를 잃으면, 나는 미국 중부를 잃은 것"이라고 말했다고 널리 알려져 있다. 이 인용문은 존슨이 한 달 뒤인 1968년 재선 불출마를 선언하면서 마음을 바꾼 것과 관련하여 자주 인용된다.

## 같이 보기
- 아메리카 (용어)
- 딥 잉글랜드
- 하트랜드 (미국)
- 잃어버린 대륙: 작은 마을 미국 여행
- 하트랜드 록
- 미들 오스트레일리아
- 미들 잉글랜드
- 적색주와 청색주